# دقيقة ضئيلة رملية أحادية الخلية
دقيقة ضئيلة رملية أحادية الخلية (الاسم العلمي: Pusillimonas harenae) هي نوع من البكتيريا، سلبية الغرام، تتبع جنس الدقائق ضئيلة أحادية الخلية.